# ورزشگاه ال پالانتیو
ورزشگاه ال پالانتیو (به اسپانیایی: Estadio El Plantío) با ظرفیت ۱۴٬۰۰۰ نفر یکی از ورزشگاه‌های فوتبال کشور اسپانیا است که در شهر بورگوس ایالت کاستیا و لئون واقع شده‌است. این ورزشگاه در سال ۱۹۶۴ بازگشایی شد و در حال حاضر بازی‌های خانگی باشگاه فوتبال بورگوس در آن برگزار می‌گردد.

## نگارخانه

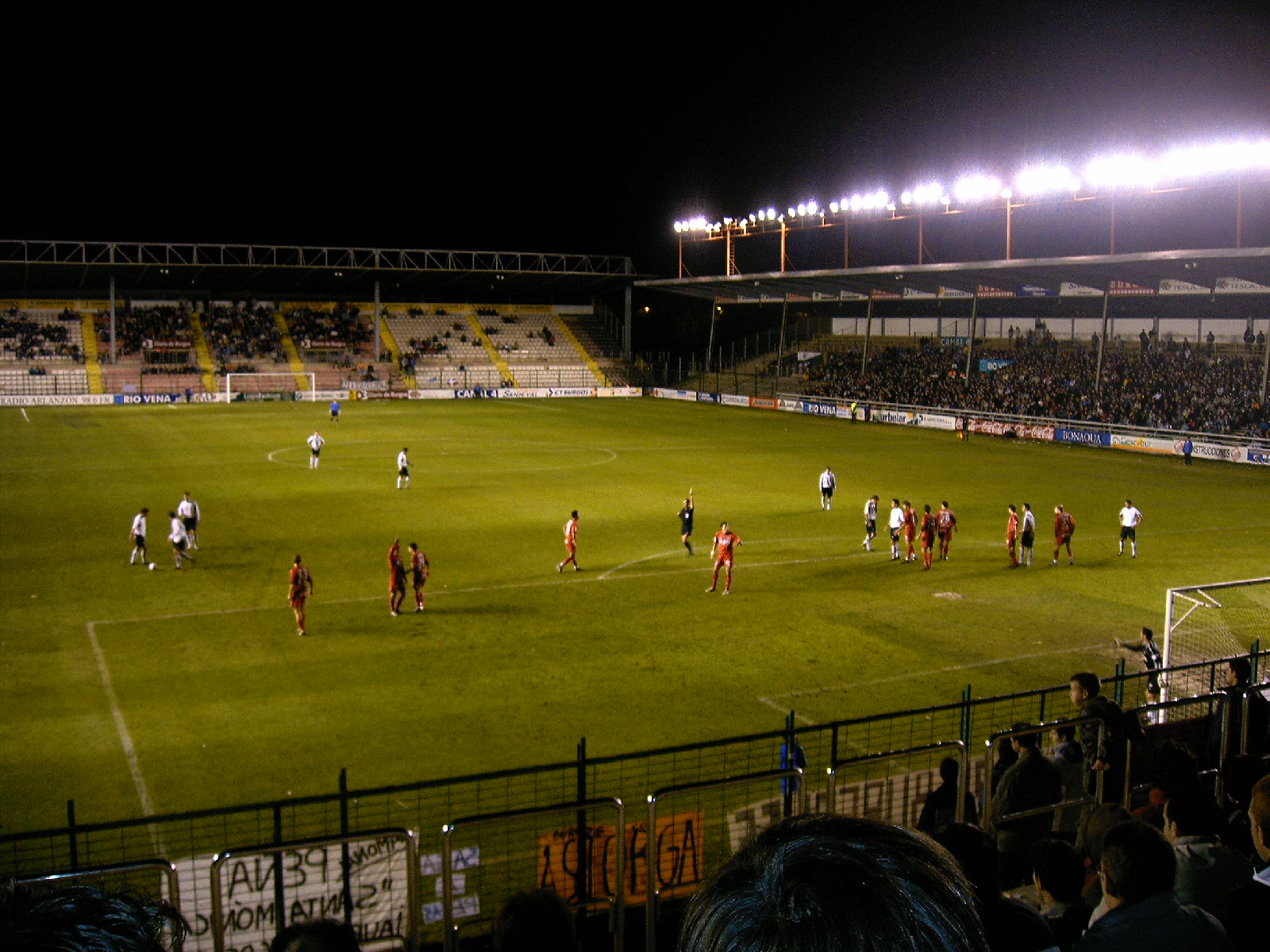
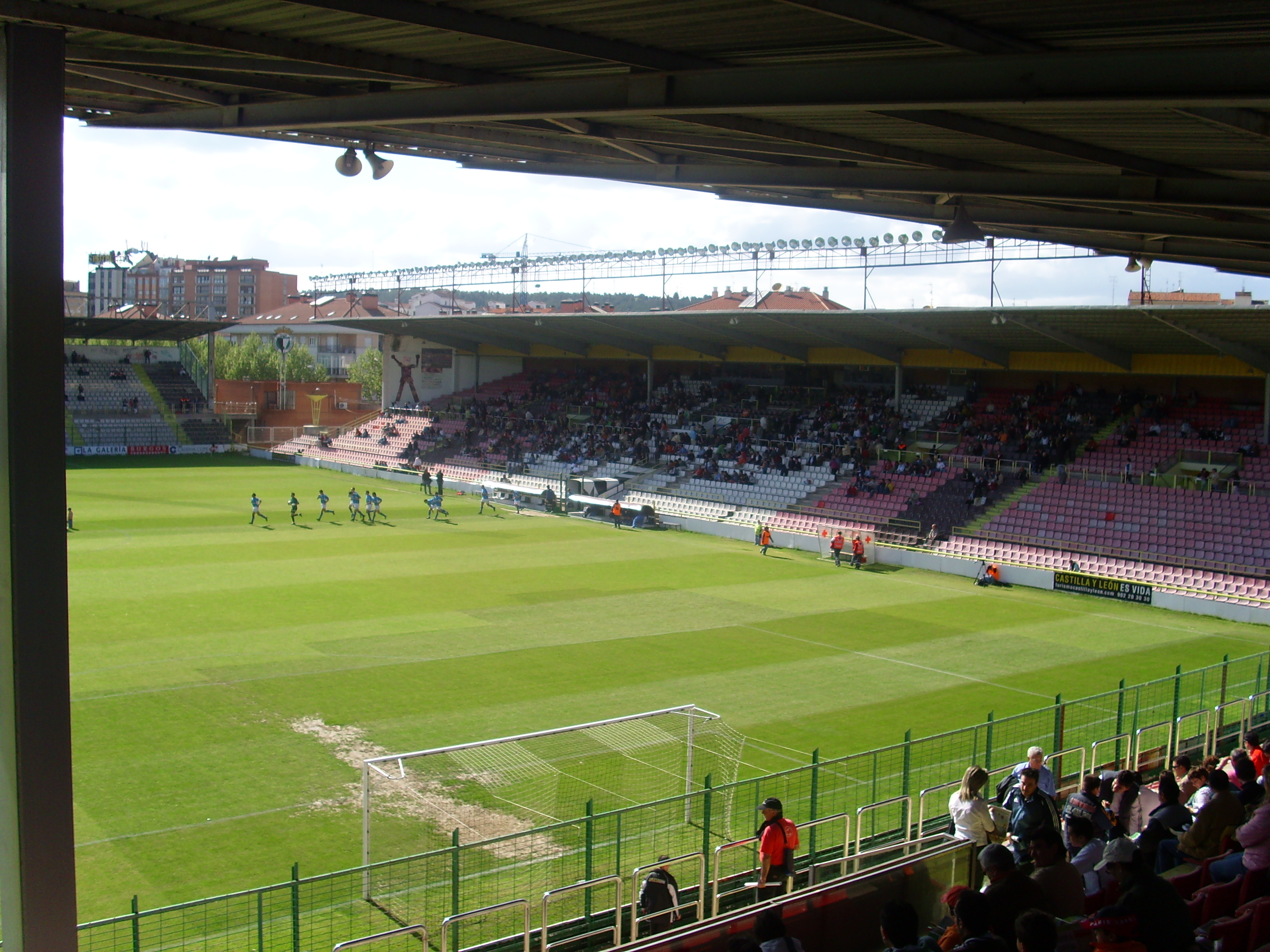
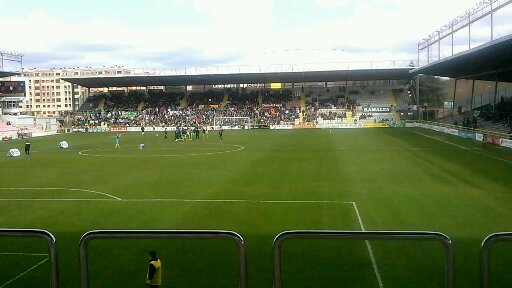